# 4x4=12
4x4=12 è il quinto album in studio realizzato dal disc jockey e produttore discografico canadese deadmau5.
Il titolo dell'album deriva da un errore di calcolo fatto da Zimmerman durante un live stream.

## Promozione
deadmau5 è stato il DJ ufficiale degli MTV Video Music Awards 2010 ospitato a Los Angeles. Ha aperto l'evento con Some Chords, poi con il progredire della serata ha suonato Sofi Needs a Ladder, Cthulhu Sleeps e Animal Rights.
deadmau5 si è esibito anche alla 54ª edizione dei Grammy Awards. In primo luogo, si è esibito con i Foo Fighters performando il suo remix della canzone Rope di questi ultimi, e poi ha suonato Raise Your Weapon.

## Successo commerciale
4x4=12 si è rivelato un successo commerciale per deadmau5 siccome è stato il suo primo album in studio a classificarsi nella Billboard Top 200. Alla fine ha raggiunto il picco tra i primi cinquanta della Billboard Top 200 e ha trascorso oltre 100 settimane in classifica. Ha anche mancato di poco il primo posto degli album di Billboard Electronic, raggiungendo il numero due. Anche a livello internazionale, l'album è stato accolto calorosamente. È riuscito a classificarsi tra i primi quaranta di varie nazioni europee, replicando e in molti casi eclissando il successo in classifica dei suoi lavori precedenti.
deadmau5 ha ricevuto due nomination ai Grammy Awards: miglior album Dance/Elettronico, e Miglior Registrazione Dance per il singolo Raise Your Weapon.

## Nella cultura di massa
Molte canzoni di questo album sono apparse su media popolari, come Some Chords in The Sims 3 e CSI - Scena del crimine (in cui Zimmerman ha fatto un cameo); e Sofi Needs a Ladder nel film Una notte da leoni 2.

## Tracce
Musiche di Joel Zimmerman, eccetto dove indicato.
1. Some Chords
2. Sofi Needs a Ladder (con Sofi) (Testo: Sofia Toufa)
3. A City in Florida
4. Bad Selection (Musica: Joel Zimmerman, Chester Deitz)
5. Animal Rights (con Wolfgang Gartner) (Musica: Joel Zimmerman, Joseph Youngman)
6. I Said (con Chris Lake) [Michael Woods Remix] (Musica: Joel Zimmerman, Chris Lake)
7. Cthulhu Sleeps
8. Right This Second
9. Raise Your Weapon (con Greta Svabo Bech) (Testo: Cydney Sheffield, Sonny Moore)
10. One Trick Pony (con Sofi) (Testo: Sofia Toufa)
11. Everything Before

## Classifiche
| Classifica (2010) | Posizione massima |
| ----------------- | ----------------- |
| Canada            | 7                 |
| Australia         | 53                |
| Irlanda           | 34                |
| Paesi Bassi       | 82                |
| Svizzera          | 56                |
| Regno Unito       | 48                |
| Stati Uniti       | 2                 |